# Phalaenopsis cochlearis
Phalaenopsis cochlearis är en orkidéart som beskrevs av Richard Eric Holttum. Phalaenopsis cochlearis ingår i släktet Phalaenopsis och familjen orkidéer. Inga underarter finns listade i Catalogue of Life.

## Bildgalleri

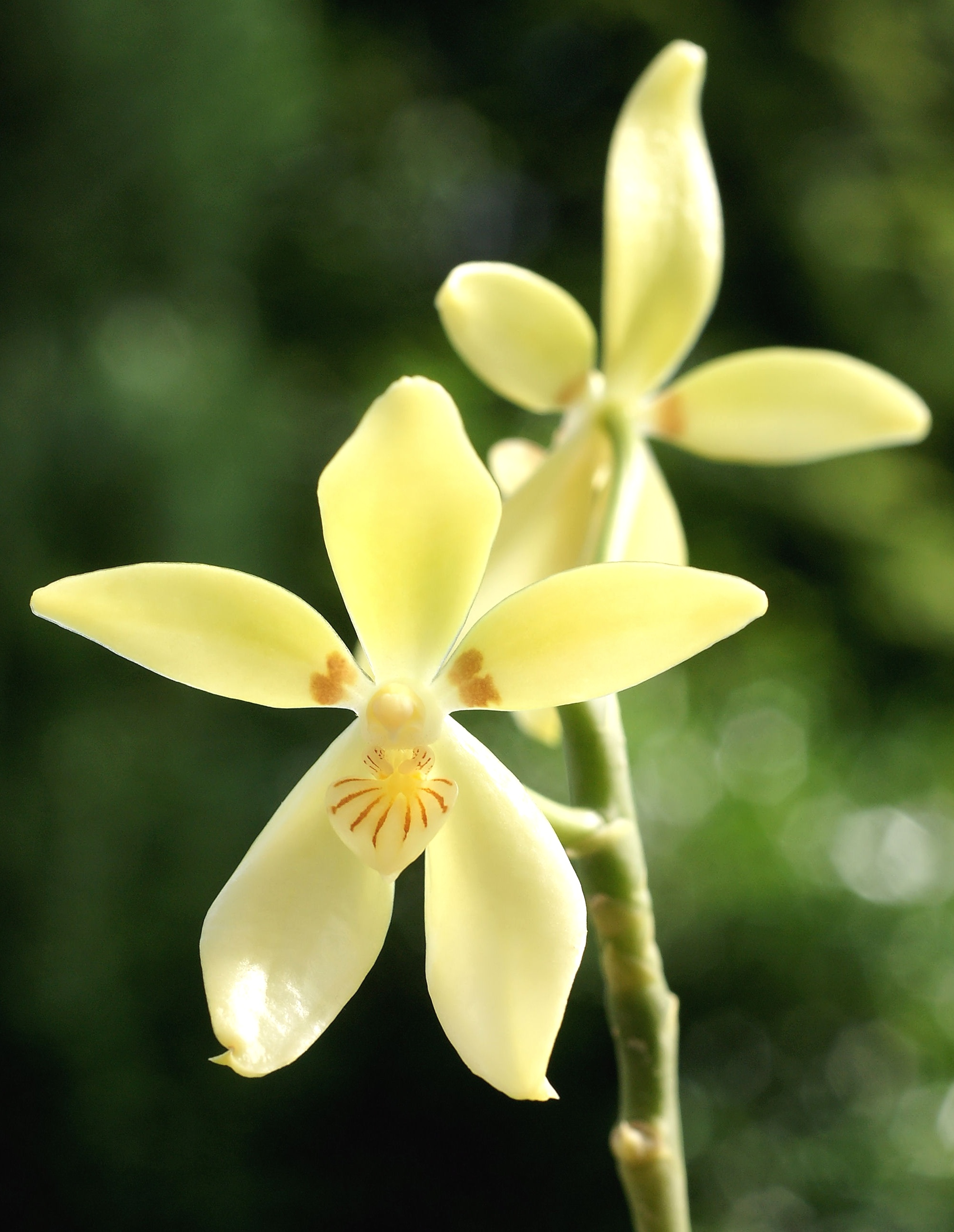
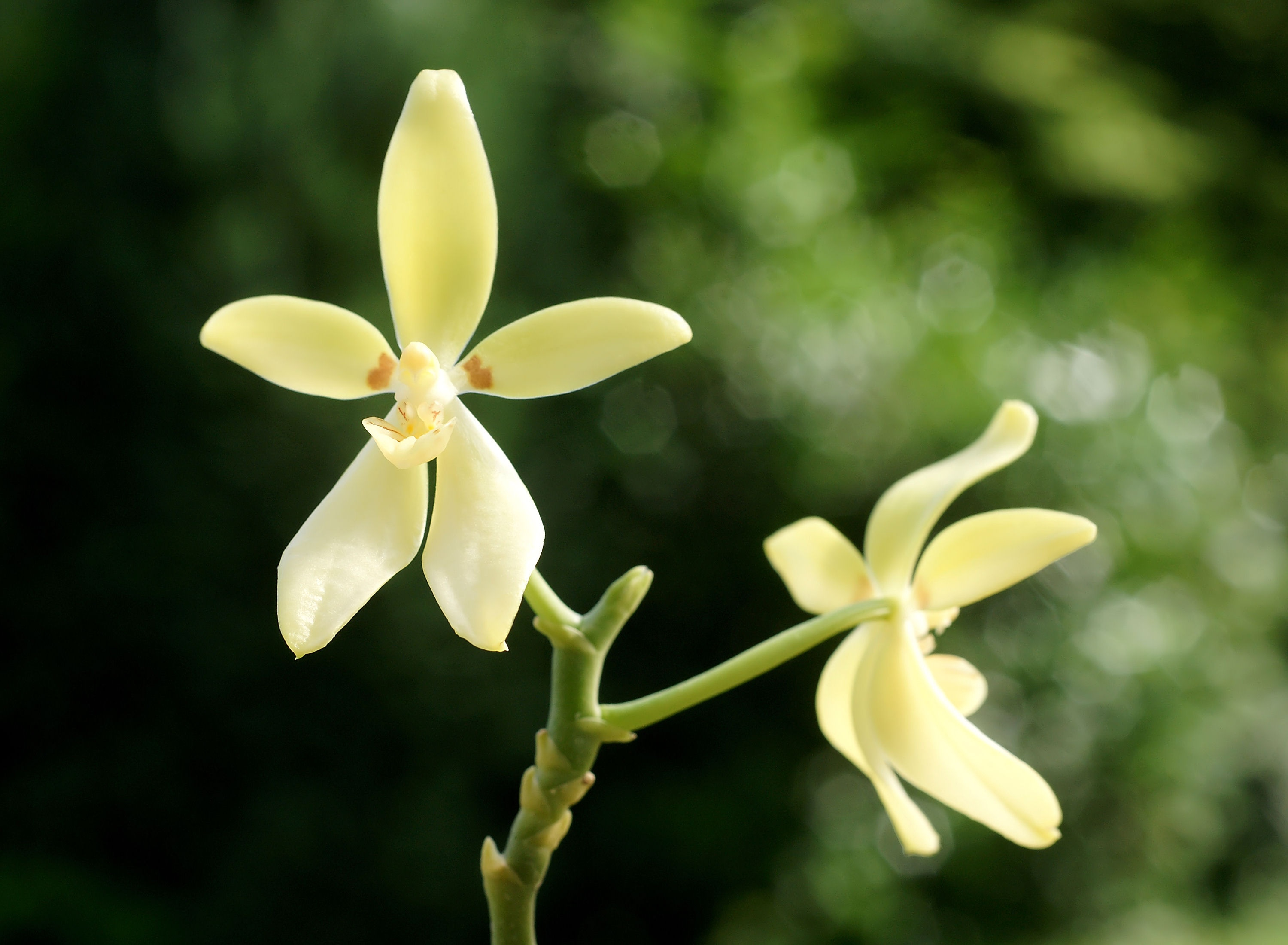
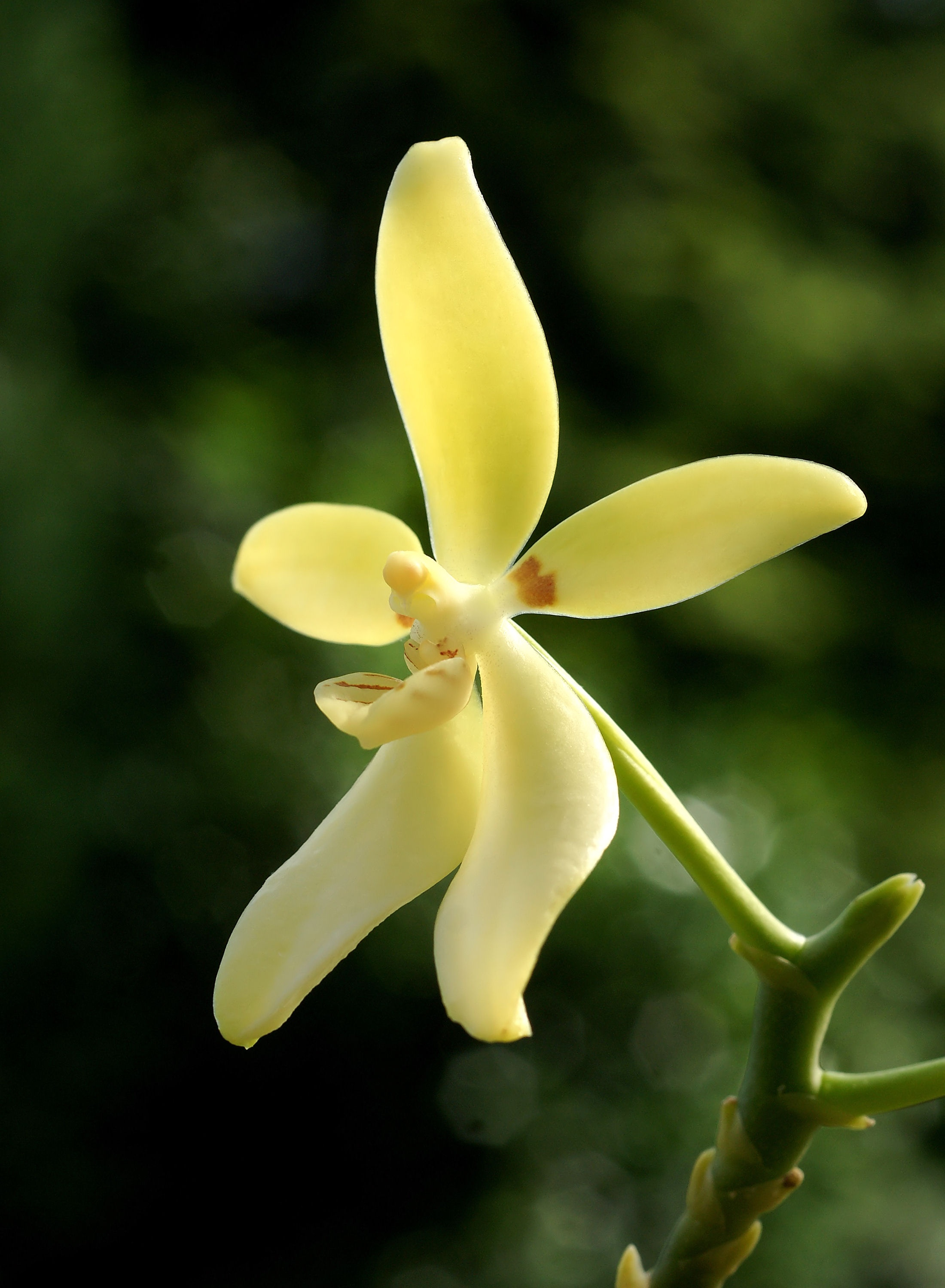
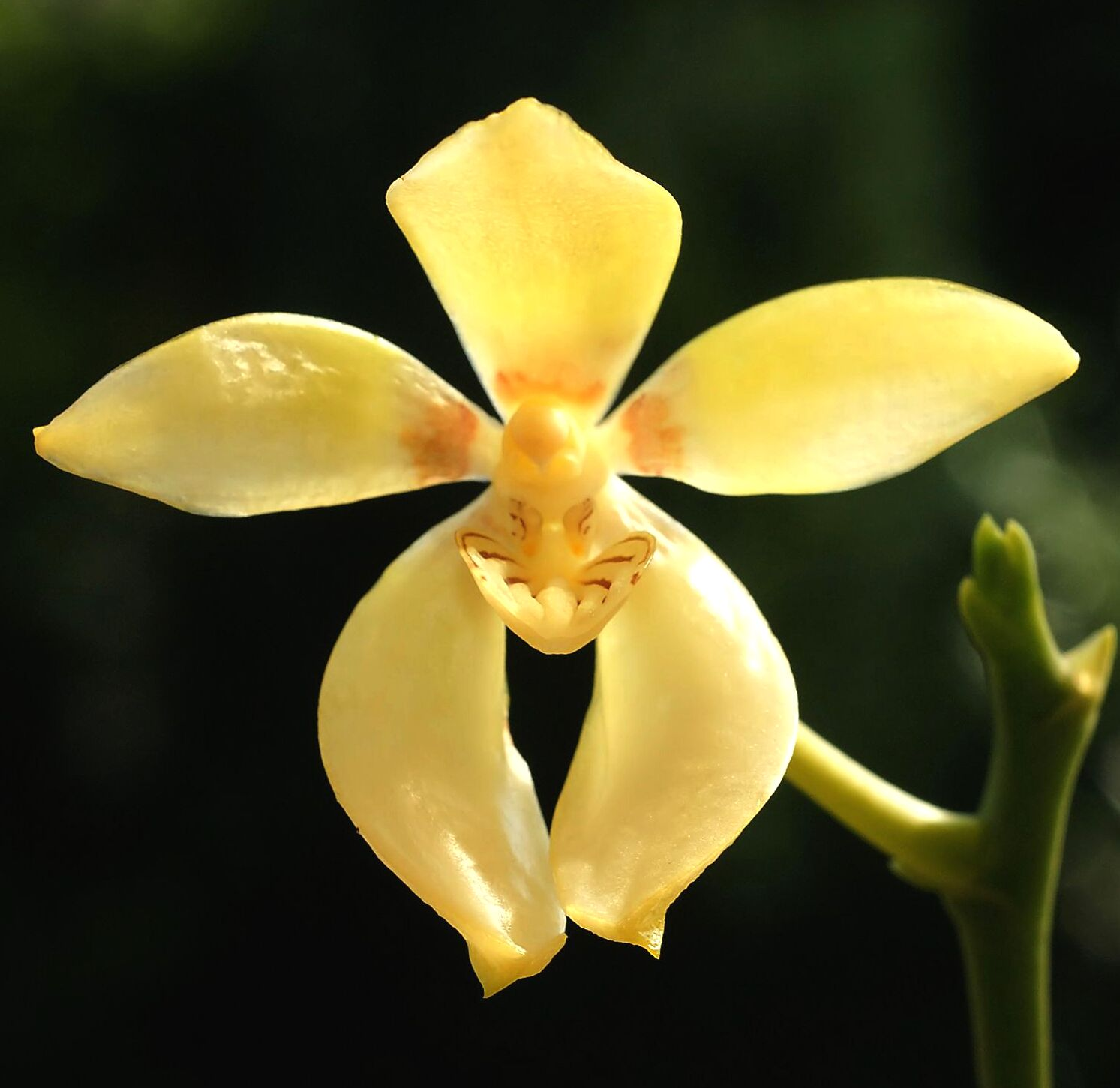